# Kanichirō Tashiro
Kanichirō Tashiro (田代 皖一郎, Tashiro Kanichirō) (1er septembre 1881 - 16 juillet 1937) est un général de l'armée impériale japonaise durant la seconde guerre sino-japonaise. Il meurt brutalement en Chine en 1937 d'une maladie cardiaque.

## Biographie
Né dans la préfecture de Saga, Tashiro sort diplômé de la 15e promotion de l'académie de l'armée impériale japonaise en 1903 puis de la 25e promotion de l'école militaire impériale du Japon en 1913. Il est membre de la délégation japonaise à la conférence navale de Washington en 1921. De retour au Japon, il sert à divers postes à l'État-major de l'armée impériale japonaise et est brièvement posté à Hankou en Chine de 1923 à 1924. Promu colonel dans l'infanterie en 1924, il reçoit le commandement du 30e régiment d’infanterie.
Tashiro devient chef de la 5e section (renseignements asiatiques) du 2e bureau de l'État-major impérial en 1926 et est promu major-général en 1930 quand il reçoit le commandement de la 27e brigade d'infanterie.
Il est le chef d'État-major de l'armée expéditionnaire japonaise de Shanghai durant la guerre de Shanghai de 1932. De 1933 à 1934, il sert comme commandant de la police militaire kenpeitai au sein de l'armée japonaise du Guandong au Mandchoukouo, et comme maréchal prévôt (en) de 1934 à 1935.
Tashiro retourne ensuite sur le front en recevant le commandement de la 11e division de 1935 à 1936 et comme commandant-en-chef de l'armée japonaise de garnison de Chine de 1936 à 1937 durant l'incident du pont Marco Polo.
Il est hospitalisé pour une maladie cardiaque et meurt à Tianjin en 1937.